# شبگرد فیلیپینی
 شبگرد فیلیپینی (نام علمی: Caprimulgus manillensis) نام یک گونه از تیره شبگردان است.